# Roland Singer
Roland Singer (* 16. Februar 1940) ist ein deutscher Sportpsychologe, Sportwissenschaftler und Hochschullehrer.

## Leben
Singer studierte zwischen 1961 und 1965 Psychologie an der Universität München und war danach von 1965 bis 1969 am Max-Planck-Institut für Arbeitsphysiologie in Dortmund als wissenschaftlicher Angestellter tätig. 1969 erlangte er an der Universität Regensburg den Doktorgrad im Fach Psychologie. Von 1969 bis 1972 war Singer wissenschaftlicher Angestellter am Institut für Arbeitsmedizin der Justus-Liebig-Universität Gießen, 1972 trat er in Gießen eine Professorenstelle für Sportpsychologie an, im September 1974 wechselte er an die Technische Universität Darmstadt und übernahm dort eine Professur für Sportpsychologie und Sportsoziologie. Im Mai 2005 ging Singer in den Ruhestand.
Das Werk „Einführung in die Sportpsychologie“, das Singer gemeinsam mit Hartmut Gabler und Jürgen Nitsch veröffentlichte, wird als „Standardlehrbuch der deutschsprachigen Sportpsychologie“ erachtet. Zudem wird Singer zugeschrieben, Maßstäbe in der sportpsychologischen Methodologie gelegt zu haben. Bezüglicher sportwissenschaftlicher Ausbildung untersuchte er Ende der 1990er und zu Beginn der 2000er Jahre im Rahmen eines Forschungsprojektes den „Einsatz multimedialer Lehr-Lern-Systeme“. Seine Forschungsschwerpunkte lagen in den Bereichen „soziales Lernen“, „Sport und Persönlichkeit“, Motivationspsychologie, im Zusammenhang von sportlicher Betätigung und Gesundheit sowie in den Bereichen Alterssport, Aktivität im Alltag sowie psychologisches Training im Golfsport. Er beschäftigte sich auch mit dem Profisport und dessen Mechanismen, 1996 veröffentlichte Singer gemeinsam mit Christoph Breuer in der Zeitschrift „Leistungssport“ einen Artikel zum Thema „Trainerwechsel im Laufe der Spielsaison und ihr Einfluss auf den Mannschaftserfolg. Eine Analyse von 32 Jahren Fußball-Bundesliga“.
Von 1985 bis 1993 war Singer zweiter Vorsitzender der Arbeitsgemeinschaft für Sportpsychologie in Deutschland und war bei der Etablierung des Faches Sportpsychologie als Teildisziplin der Sportwissenschaft beteiligt.